# Jaký to je
"Jaký to je" är en singel av den polska sångerskan Ewa Farna. Den släpptes år 2008 som den tredje och sista singeln från hennes andra tjeckiska studioalbum Ticho.

## Listplaceringar
| Lista (2008) | Topplacering |
| ------------ | ------------ |
| Slovakien    | 27           |
| Tjeckien     | 2            |